# Cecina Deci Basili
Cecina Deci Basili (fl. 458–468) va ser un polític de l'Imperi Romà d'Occident, cònsol i dues vegades prefecte del pretori d'Itàlia.
Basili pertanyia a la noblesa italiana i era membre de la influent gens Cecínia.
Va ser prefecte del pretori d'Itàlia l'any 458, durant el regnat de l'emperador Majorià (457-461). L'emperador Libi Sever (461–465) va honorar Basili amb el consolat l'any 463 (durant el qual ja era patrici), nomenant-lo també prefecte del pretori d'Itàlia, un càrrec que Basili va ocupar fins a l'any 465.
El poeta galo-romà Sidoni Apol·linar, va arribar a Roma l'any 467, explica que Basili va ser un dels dos oficials civils més influents a Roma a la dècada del 460, juntament amb Gennadi Aviè. Sidoni va demanar ajuda a Basili, ja que necessitava demanar a l'emperador Antemi en nom del seu poble, ajuda. Basili li va suggerir que compongués un panegíric en honor de l'emperador, amb motiu de l'inici del consolat d'Antemi (1 de gener de 468). Després de la declamació, Basili va intercedir davant d'Antemi per Sidoni, i l'emperador va fer del poeta galo-romà senador, Patricius i Praefectus urbi.
Basili va tenir tres fills, tots ells cònsols: Cecina Mavortius Basilius Decius (cònsol el 486), Deci Marius Venancio Basilius (cònsol el 484) i Basili iunior (cònsol el 480), identificat amb Cecina Deci Màxim Basili.